# Luis Vulliamy
Luis Vulliamy fue un escritor chileno nacido en Lautaro (IX Región de Chile) el 10 de enero de 1929 en el barrio Guacolda de esa pequeña ciudad.
Sus padres fueron unos colonos suizos que llegaron a la región a principios de siglo. Vulliamy, quien cursó estudios en Lautaro y Temuco, trabajó mucho tiempo como repartidor de libros en la capital chilena.
Entre sus logros literarios más notables figura haber ganado cinco veces el Premio de Literatura Gabriela Mistral, de la Municipalidad de Santiago, en los géneros de Poesía y Novela: además, en 1962 obtuvo el premio “Mauricio Fabry”, que otorga la Cámara del Libro de Chile, por su novela Juan del Agua y en 1963, ganó el Premio Alerce de la Universidad de Chile por su novela El mejor lugar del mundo.
Luis Vulliamy falleció en la ciudad de Santiago a la edad de 59 años, el 8 de diciembre de 1988.

## Obras
Sus obras son:
- Ritual del Hombre inquieto. Poesía. 1954;
- Piam. Cuentos mapuches. 1957;
- Girasol. Poesía.1959;
- Doce poetas de La Frontera. Antología.1959;
- Aquella lluvia lenta. Novela.1962;
- Juan del Agua. Novela. 1962;
- Los rayos no caen sobre la hierba. Poesía. 1963;
- El mejor lugar del mundo. Novela. 1963;
- La obscura luminaria. Poesía. 1964;
- Isla Firme. Novela.1965;
- El paraíso de los malos. Novela. 1965;
- Déjenme en el Paraíso. Poesía. 1969;
- El Fuera de la Ley. Poesía. 1971;
- Me saqué la Polla Gol. Novela. 1988;
- El cumpleaños de mi sombra. Poesía. 1988.
- Cuando ya no este aquí. Antología. 1991

- Datos: Q5984467